# Lyceum Hosianum

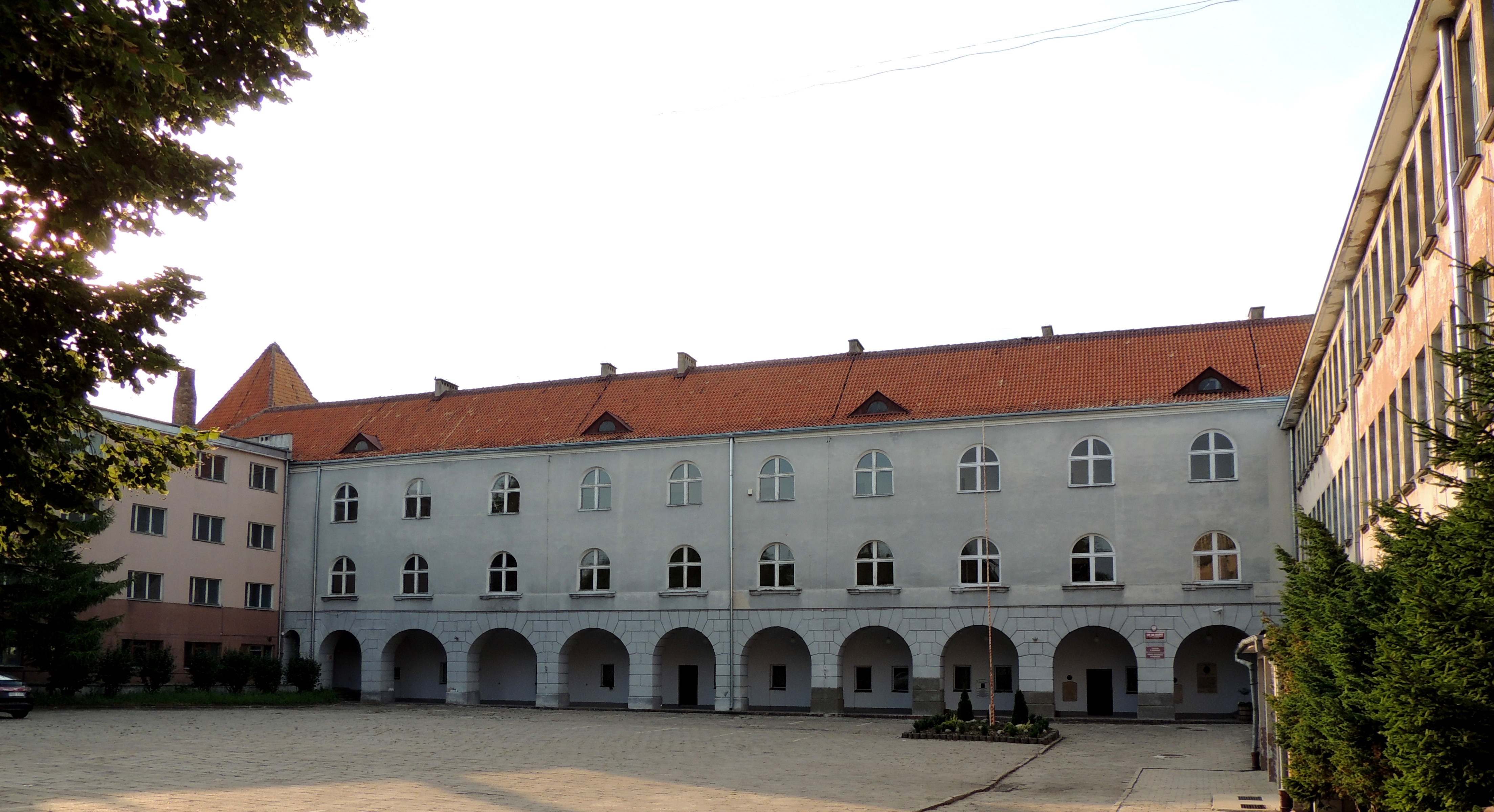
Der Schulhof des Collegium Hosianum, heute Berufsschule

Das Lyzeum Hosianum war ein Lyzeum in Braunsberg im exemten Fürstbistum Ermland. Als Teil des deutschen Konkordats war es eine akademische Ausbildungsstätte für katholische Theologen und die zweite ostpreußische Akademie nach der Albertus-Universität Königsberg. Es beherbergte im Laufe seiner Geschichte eine Philosophisch-Theologische und allgemeinwissenschaftliche Hochschule, ein Gymnasium, ein Jesuitenkolleg mit Kloster, ein bischöfliches Konvikt, ein Priesterseminar und ein Missionsseminar.

## Geschichte
Stanislaus Hosius gründete 1565 das Lyceum Hosianum als ein Jesuitenkolleg in der Ordensburg Braunsberg. Diese Maßnahme ist im direkten Zusammenhang mit der Ausbreitung des Protestantismus im Ermland (situiert innerhalb des Herzogtums Preußen) zu sehen, der man damit begegnen wollte. Anders als eine Universität verfügte das Lyceum Hosianum weder über Selbstverwaltungsrechte noch über akademische Freiheit. Für die Priesterausbildung bot es aber einen vollwertigen Ersatz des Universitätsstudiums und war deshalb vor allem für Priesteramtskandidaten aus ländlich geprägten Regionen des Ermlandes attraktiv. Die Jesuiten des Lyceum unterstützten nachhaltig den Orden der Regina Protmann.

### Entwicklung der Institutionen
Die Ordensburg Braunsberg wurde 1240 errichtet. 1296 wurde darin ein Franziskanerkloster begründet, das seit der Reformation leerstand. Ab 1564/1565 wurde das Lyceum durch ein Jesuitenkolleg und ab 1566/7 durch das Ermländische Priesterseminar ergänzt. Dies ist seit 1568 beurkundet. Eine weitere Ergänzung stellte das Missionsseminar für die nordischen Länder von 1578 bis 1798 dar. Eine private Buchdruckerei, die seit 1589 bestand, wurde 1697 von den Jesuiten aufgekauft. Bis ins 18. Jahrhundert hinein bemühte man sich darum, Braunsberg zur Universitätsstadt zu machen. Die Bibliothek des Jesuitenkollegs wurde im Dreißigjährigen Krieg von den Truppen Gustav Adolfs geraubt und befindet sich noch heute in der Carolina Rediviva, der Universitätsbibliothek Uppsala. Als die Jesuiten dann kaum den Bau des neuen Kollegsgebäudes von 1743 bis 1771 fertiggestellt hatten, traf sie die Aufhebung des Jesuitenordens von 1773.
In dem freigewordenen Gebäude brachte der ermländische Bischof Joseph von Hohenzollern-Hechingen ein Gymnasium unter, das er dem Lyceum ebenfalls anschloss. 1807 wurde das Collegium von den Truppen Napoleons zerstört und als Institution aufgehoben. Am 29. Dezember 1811 wurde das reorganisierte humanistische Gymnasium feierlich eröffnet. Mit dem Neubau wurde es 1818 erweitert. 1821 wurde das Königliche Lyceum Hosianum mit seiner Akademie genannten philosophisch-theologischen Fakultät zu einer den Universitäten gleichgestellten Hochschule. 1828 hatte das Gymnasium 307 Schüler.
Ab 1912 hieß es „Staatliche Akademie Lyceum Hosianum“. Die Namen des angeschlossenen Gymnasiums waren: Königliches Akademisches Gymnasium, dann Gymnasium Hosianum und ab 1936 schließlich die Hermann-von-Salza-Schule.
In der Zeit des Nationalsozialismus firmierte die Hochschule unter dem Namen „Staatliche Akademie Braunsberg“ und als Rektor fungierte der Kirchenrechtler Hans Barion. Robert Samulski war zeitweise der Bibliothekar der Staatlichen Akademie Braunsberg.

### Nachkriegssituation
Nur die Erdgeschossmauern und eines der barocken Portale vom vorherigen Gebäude sind erhalten geblieben. Der Rest stammt aus der Zeit des Wiederaufbaus von 1960 bis 1973. Auch wurde wieder ein Gymnasium untergebracht. Der rechteckige Eckturm des Gymnasiums ist der „Pfaffenturm“ (ein Überbleibsel der Ordensburg Braunsberg), so genannt, weil er den Eckpfeiler des ehemaligen Franziskanerklosters darstellt. Heute werden dort die Schulsammlungen des Gymnasiums gezeigt. Der in südlicher Richtung verlaufende Teil des Stadtgrabens hieß „Pflaumengrund“. In dessen nördlichem Teil hat man eine kleine kreisrunde Freilichtarena aufgebaut.

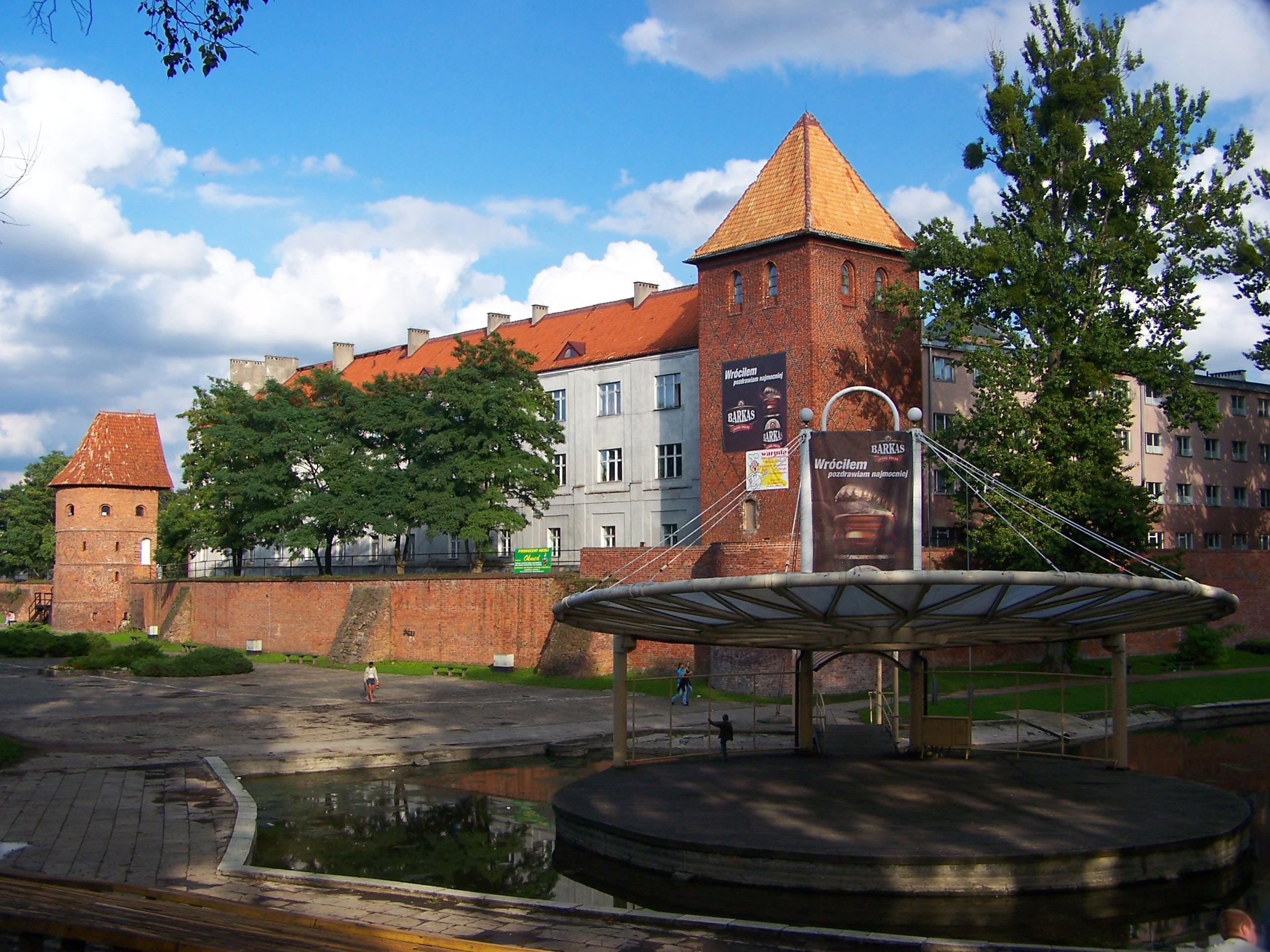
Collegium Hosianum mit Stadtgraben, Pflaumengrund und Freilichtarena
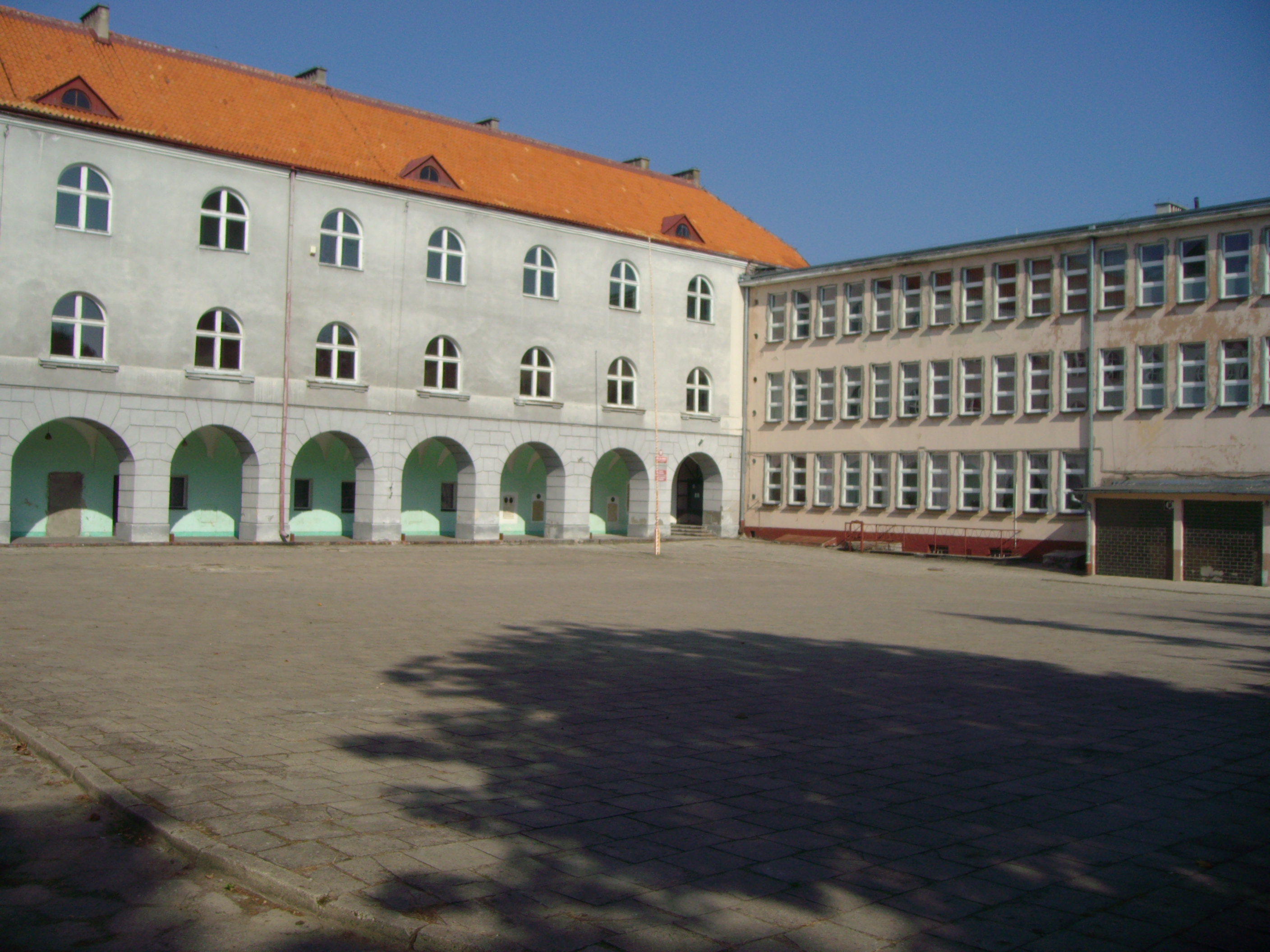
Innenhof
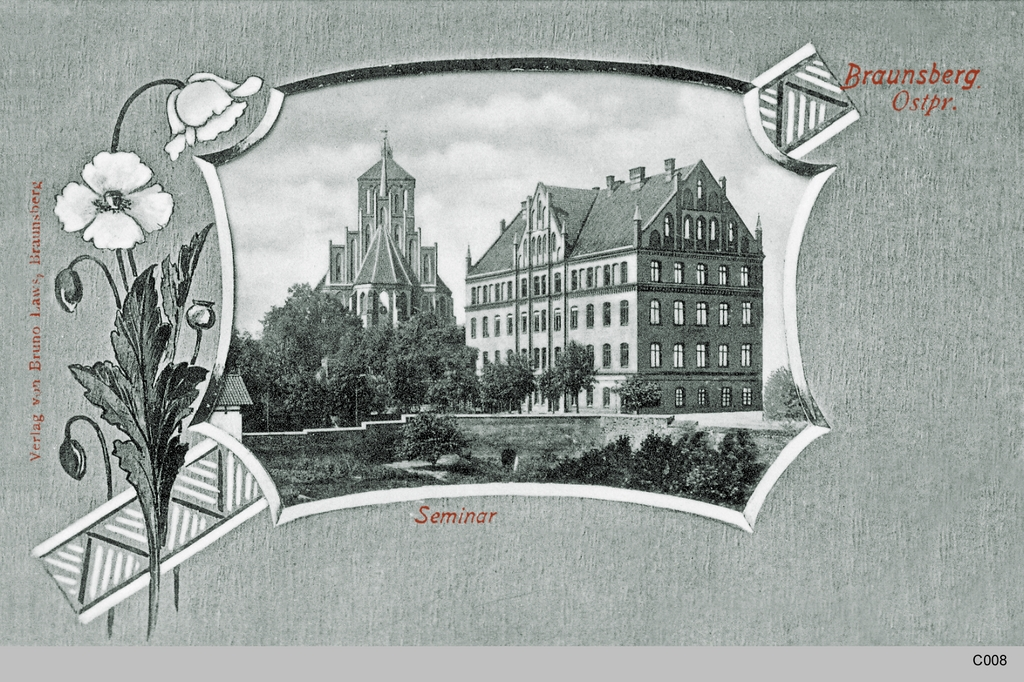
Priesterseminar
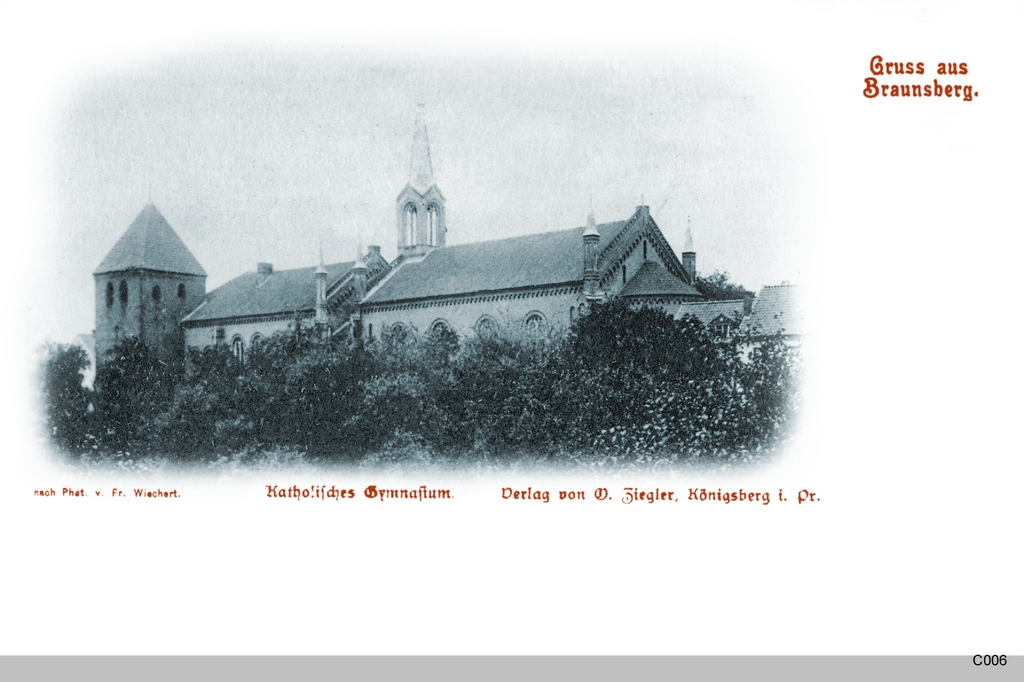
Gymnasium
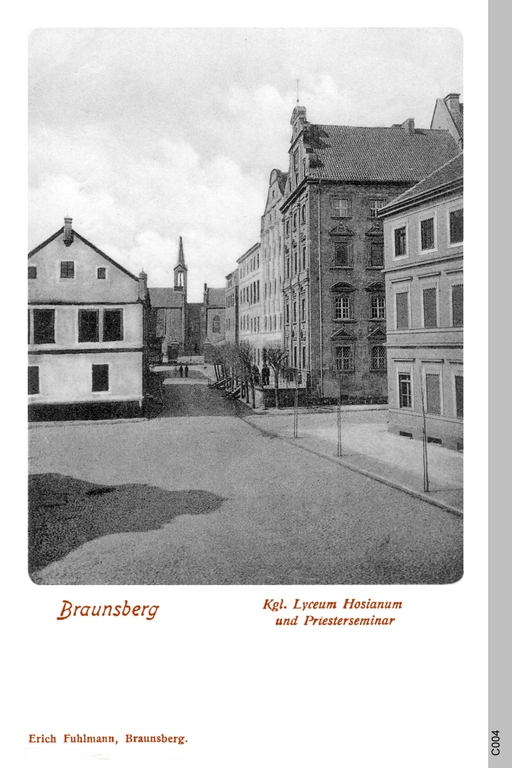
Lyceum Hosianum

## Professoren und Lehrer
in der Reihenfolge des Geburtsjahres
- Michael Radau (1617–1687), Theologe, Rektor des Lyceum Hosianum von 1673 bis 1675 (und auch dessen Schüler)
- Johann Heinrich Schmülling (1774–1851), Professor für Philosophie
- Josef Scheill (1784–1834), Professor für Pastoraltheologie von 1824 bis 1834
- Josef Annegarn (1794–1843), Professor für Kirchengeschichte und Kirchenrecht von 1836 bis 1843
- Anton Eichhorn (1809–1869), Professor für Theologie 1838–1844, für Kirchengeschichte und Kirchenrecht 1844–1852
- Wilhelm Junkmann (1811–1886), Historiker, Schriftsteller und Politiker
- Joseph Bender (1815–1893), Professor für Geschichte seit Herbst 1863
- Karl Weierstraß (1815–1897), Professor für Mathematik von 1848 bis 1856
- Carl Adolph Cornelius (1819–1903), Historiker, Lehrer von 1846 bis 1849
- Andreas Thiel (1826–1908), Bischof des Ermlandes, ab 1858 Professor für Kirchengeschichte und Kirchenrecht (war auch Schüler des Lyceums Hosianum)
- Johann Matthias Watterich (1826–1904), Professor für Geschichte von Ostern 1856 bis Ostern 1863 (seit Ende 1857 ein Jahr lang Aufenthalt in Rom)
- Wilhelm Weißbrodt (1836–1917), Professor für Klassische Philologie ab 1869
- Wilhelm Karl Joseph Killing (1847–1923), Professor für Mathematik
- Franz Josef Niedenzu (1857–1937), Rektor, Professor für Botanik
- Augustinus Bludau (1862–1930), Bischof des Ermlandes, Präfekt am Knabenkonvikt im Lyceum Hosianum (und auch dessen Schüler)
- Victor Röhrich (1862–1925), Professor für Geschichte, erforschte besonders die Geschichte des Ermlandes, war von 1876 bis 1882 Schüler des Lyceums Hosianum
- Albert Michael Koeniger (1874–1950), Kirchenhistoriker, Professor für Kirchengeschichte 1918 und 1919
- Carl Friedrich Goerdeler (1884–1945), Widerstandskämpfer, war Referendar am Lyceum Hosianum
- Bernhard Laum (1884–1974), Klassischer Philologe und Wirtschaftshistoriker, Professor von 1923 bis 1936
- Hermann Hefele (1885–1936), Professor für Geschichte
- Karl Eschweiler (1886–1936), Theologe, Professor für Dogmatik und Fundamentaltheologie von 1928 bis 1936, Rektor der Akademie von 1933 bis 1936
- Joseph Lortz (1887–1975), Professor für Kirchengeschichte von 1921 bis 1935
- Josef Kroll (1889–1980), Philologe
- Gottlieb Söhngen (1892–1971), Theologe
- Hans Barion (1899–1973), Theologe, Professor für Kirchenrecht, 1936 Rektor der Akademie
- Karl Theodor Schäfer (1900–1974), Theologe, Professor für Neues Testament
- Carl Arnold Willemsen (1902–1986), Historiker, Professor für Geschichte von 1938 bis 1941
- Joseph Ziegler (1902–1988), Septuagintaforscher, Professor von 1939 bis 1944
- Karl August Fink (1904–1983), Professor für Theologe und Kirchengeschichte von 1937 bis 1940

Siehe Kategorie:Hochschullehrer (Braunsberg)

## Studenten und Schüler
- Theodor Blank, Verteidigungsminister, fand dort Unterschlupf und bereitete sich aufs Abitur vor
- Andreas Bobola, Jesuit und Heiliger
- Bernhard Buchholz, Politiker
- Constantin Maria von Droste zu Hülshoff, Franziskaner-Minorit in den USA
- Anton Eichhorn, kath Hochschullehrer, Politiker
- Gerhard Fittkau (1912–2004), Theologe, Dogmatiker und Apostolischer Protonotar
- Joseph Ambrosius Geritz, Bischof des Ermlandes
- Patrick Gordon, schottischer General in der russischen Armee
- Herbert Gottschalk, Schriftsteller
- Andreas Stanislaus von Hatten (1763–1841), Bischof von Ermland
- Paul Hoppe (1900–1988), Kapitularvikar der Diözese Ermland
- Arthur Kather (1883–1957), Kapitularvikar der Diözese Ermland
- Augustin Kolberg (1835–1909), Priester, Historiker und Mitglied des Deutschen Reichstags
- Józef Kościelski, Politiker und Dramatiker
- Karl Kunkel, katholischer Priester, Widersacher des Nationalsozialismus und KZ-Häftling
- Ernst Laws (1903–1981), Konsistorialrat und Apostolischer Protonotar
- Ignaz Stanislaus von Mathy (1765–1832), römisch-katholischer Bischof
- Max Meinertz, Neutestamentler in Münster
- Johannes Messenius, schwedischer Schriftsteller und Historiker
- Franz Adolf Namszanowski (1820–1900), war Armeebischof in Preußen
- Alfred Perk, Politiker
- Bernhard Poschmann, kath. Hochschullehrer und Bereiter des 2. Vatikanums
- Richard Rosenmund (1849–1922), Schriftsteller
- Louis Sauerhering, Präsident der Klosterkammer Hannover
- Franz Zagermann, Priester
- Mikołaj Zebrzydowski, polnischer Radwan und Wojwode
- Gustav Heisterman von Ziehlberg, Widerstandskämpfer
- Konrad Zuse, „Vater der Computer“

In den Blättern der Erinnerung (Schmiedeberg) sind viele Porträtaquarelle von Schülern erhalten.

## Vorlesungsverzeichnisse
- Index lectionum in Lyceo Hosiano Brunsbergensi per semestre ... habendarum WS 1821/22 – WS 1834/35
- Index lectionum in Lyceo Regio Hosiano Brunsbergensi per ... instituendarum SS 1884 – WS 1904/05
- Verzeichnis der Vorlesungen am Königlichen Lyceum Hosianum zu Braunsberg SS 1905 – SS 1912
- Verzeichnis der Vorlesungen an der Königl. Akademie zu Braunsberg WS 1912/13 – WS 1918/19
- Verzeichnis der Vorlesungen an der Staatlichen Akademie zu Braunsberg SS 1919 – WS 1934/35
- Personal- und Vorlesungsverzeichnis. Staatliche Akademie zu Braunsberg SS 1935 – WS 1944/45